# Giuntini Project
Giuntini Project è un gruppo musicale heavy metal fondato nel 1988 come progetto solista da Aldo Giuntini (n. 1962), chitarrista italiano originario di Savona.

## Storia
Dopo aver iniziato la sua carriera musicale suonando nel gruppo rock progressivo livornese dei Cryin' Earth, nel 1984 Giuntini decise di intraprendere la carriera da solista. Dopo aver incontrato nel 1988 Dario Mollo, chitarrista dei Crossbones e tecnico del suono, Giuntini iniziò a lavorare seriamente su un album con il nome di Giuntini Project.
I due anni successivi furono spesi scrivendo e provando materiale, durante i quali fu avvicinato dal produttore inglese Kit Woolven, che era rimasto colpito dai primi demo e che produsse l'album insieme a Mollo. Passarono altri due anni prima che Charles Bowyer venisse arruolato come cantante. Nel 1993 venne pubblicato il primo album della band, Giuntini Project Vol. I.
Nel 1995 vennero avviati i lavori per un nuovo album, ingaggiando l'ex cantante dei Black Sabbath Tony Martin come vocalist del gruppo. Il secondo album, intitolato Giuntini Project Vol. II, uscì nel 1999, sempre prodotto da Woolven e Mollo. Fu durante la registrazione di questo album che Martin e Mollo iniziarono a lavorare al loro progetto The Cage.
Sette anni dopo Giuntini e Martin si sono nuovamente riuniti per registrare il terzo album Giuntini Project Vol. III, prodotto da Mollo e pubblicato il 28 aprile 2006.
Il quarto album del gruppo, Giuntini Project Vol. IV, è stato pubblicato nel maggio 2013.

## Discografia
- Giuntini Project Vol. I (1993)
- Giuntini Project Vol. II (1999)
- Giuntini Project Vol. III (2006)
- Giuntini Project Vol. IV (2013)

## Membri
Attuali
- Aldo Giuntini - chitarra
- Tony Martin - voce
- Fulvio Gaslini - basso
- Ezio Secomandi - batteria
- Dario Patti - tastiere

Passati
- Charles Bowyer – voce